# مهدی جمالی‌فشی
مهدی جمالی‌فشی (زاده ۱۱ آذر ۱۳۷۱ - تهران) تکواندوکار اهل کشور ایران است.

## افتخارات
از افتخارات وی می‌توان به کسب مدال نقره پومسه انفرادی در مسابقات تکواندو جهان ۲۰۰۹، مدال برنز پومسه انفرادی در در مسابقات تکواندو جهان ۲۰۱۰، مدال برنز پومسه تیمی در مسابقات تکواندو جهان ۲۰۱۱، مدال برنز پومسه انفرادی در مسابقات تکواندو آسیا ۲۰۱۲، مدال برنز مسابقات تکواندو آسیا ۲۰۱۲، مدال برنز پومسه تیمی در مسابقات تکواندو جهان ۲۰۱۲ کلمبیا و دو مدال طلا پومسه تیمی و پومسه آزاد دو نفره در بازی‌های همبستگی کشورهای اسلامی ۲۰۱۳ اندونزی اشاره کرد. او نیز توانست در مسابقات جهانی پومسه جهان پرو سال ۲۰۱۶ مدال برنز و در المپیک دانشجویان جهان سال ۲۰۱۷ که در چین تایپه برگزار شد توانست دو مدال برنز کسب کند.
مربی ایشان استاد نیما مهربانی هستند که در سال ۲۰۱۳ نیز به عنوان مربی تیم ملی پومسه در مسابقات آسیایی نوجوانان اندونزی حضور داشت.